# M.U.D.S.: Mean Ugly Dirty Sport
M.U.D.S. (Mean Ugly Dirty Sport - spregevole brutto sporco sport) è un videogioco sportivo sviluppato da Rainbow Arts nel 1990. Esso è un mix fra calcio e football americano, per l'epoca molto violento. Venne pubblicato nel 1990 per piattaforma Amiga e nel 1991 per MS-DOS. Venne annunciato anche per Atari ST ma questa versione non risulta uscita.

## Trama
Ogni anno nella galassia conosciuta viene svolto il torneo M.U.D.S., dove squadre provenienti da tutti i pianeti si affrontano per determinare semplicemente chi è il più forte. La particolarità è che le squadre possono essere composte da più razze aliene.

## Modalità di gioco
Nel gioco si possono scambiare giocatori e comprarne di nuovi, per creare una squadra sempre più forte. Inoltre sono acquistabili armi, scudi e armature per i giocatori. Durante la partita inoltre, bisogna stare attenti a non stare immersi per troppo tempo nel fossato ai lati del campo per non essere sbranati da una creatura aliena simile a uno squalo. I punti di forza sono le squadre con più razze mischiate, la parte manageriale/gestionale e i segni degli scontri di gioco che rimangono realmente sul campo.
Ci sono vari modi per vincere una partita:
- Fare almeno 7 gol, le palle giocabili in una singola partita sono 13.
- Uccidendo abbastanza giocatori della squadra avversaria e vincendo per K.O.
- Corrompere la squadra avversaria, l'arbitro o la creatura che viene utilizzata come palla da gioco.